# Новогеоргієвська волость
Новогеоргієвська волость — історична адміністративно-територіальна одиниця Олександрійського повіту Херсонської губернії.
Станом на 1886 рік — складалася з 12 поселень, 12 сільських громад. Населення — 6573 особи (3133 чоловічої статі та 3440 — жіночої), 975 дворових господарств.
|                     | Площа, десятин | У тому числі орної, дес. |
| ------------------- | -------------- | ------------------------ |
| Сільських громад    | 9554           | 6853                     |
| Приватної власності | 3713           | 1757                     |
| Казенної власності  | 355            | 199                      |
| Іншої власності     | 248            | 248                      |
| Загалом             | 13870          | 9056                     |

Найбільші поселення волості:
- Новогеоргієвське — село при річці Тясмин за 45 верст від повітового міста, 2597 осіб, 339 дворів. За 8½ верст — винокуренний завод.
- Ревівка (Хорвата) — містечко при річці Цибульник, 831 особа, 126 дворів, православна церква, гончарний завод, ярмарки.
- Скубіївка — село при річці Цибульник, 275 осіб, 54 дворів, всі займаються оздобленням горщиків.
- Табурище — село при річці Дніпро, 2312 осіб, 364 двори, православна церква, 2 лавка.